# Заварихін Василь
Василь Завари́хін (нар. 1896 — пом. 1948, Мюнхен) — український артист балету, хореограф. Чоловік балерини Ганни Заварихіної.

## Біографія
Народився у 1896 році. Танцям навчався у Айседори Дункан.  З 1921 року на еміґрації. Виступав в багатьох оперних театрах Європи і мав власну студію класичного балету. Помер у Мюнхені у 1948 році.

## Постановки
Балетні постановки на українські  теми:
- «Козацькі діти»;
- «Дніпрові діти»;
- «Ревуха»;
- «Мазепіяда»;
- «Карпатська Україна»;
- «Запоріжжя».